# Biafadas
Les Biafadas sont un groupe ethnique de la Guinée-Bissau, du Sénégal et de la Gambie. Ce groupe est souvent considéré comme un sous-groupe du peuple Tenda. Ils sont également connus sous les noms de Beafada, Biafar, Bidyola, Dfola, Dyola, Fada et Yola. 

## Démographie
En Guinée Bissau, les Biafadas sont divisés en quatre groupes. Un petit groupe vit sur la rive nord de la rivière Geba et parle le dialecte Gool. Deux grands groupes résident dans la région de Quinara, la partie sud-ouest du pays, et ils parlent les dialectes Bubwas et Guinala. Le quatrième groupe vit dans la province méridionale de Tombali, à la frontière avec la Guinée Conakry, et parle le dialecte bagandada.

## Histoire
Ils étaient autrefois regroupés en trois royaumes : Biguda, Guinala et Bissege. 
Les Biafada parlent la langue biafada, qui appartient à la famille des langues nigéro-congolaises.

## Économie
Les Biafadas sont pour la plupart agriculteurs; le manioc et le riz étant leurs cultures de base. Cependant, en raison de la mondialisation, ils cultivent également d'autres denrées originaires d'autres régions du monde comme le maïs, les courges, melons, pommes de terre, poivrons et tomates. Consacrés à l'élevage, les Biafadas élèvent des moutons et des chèvres pour la viande. Ils ne boivent pas le lait de ces animaux. Cela réduit l'importance de la chasse. 

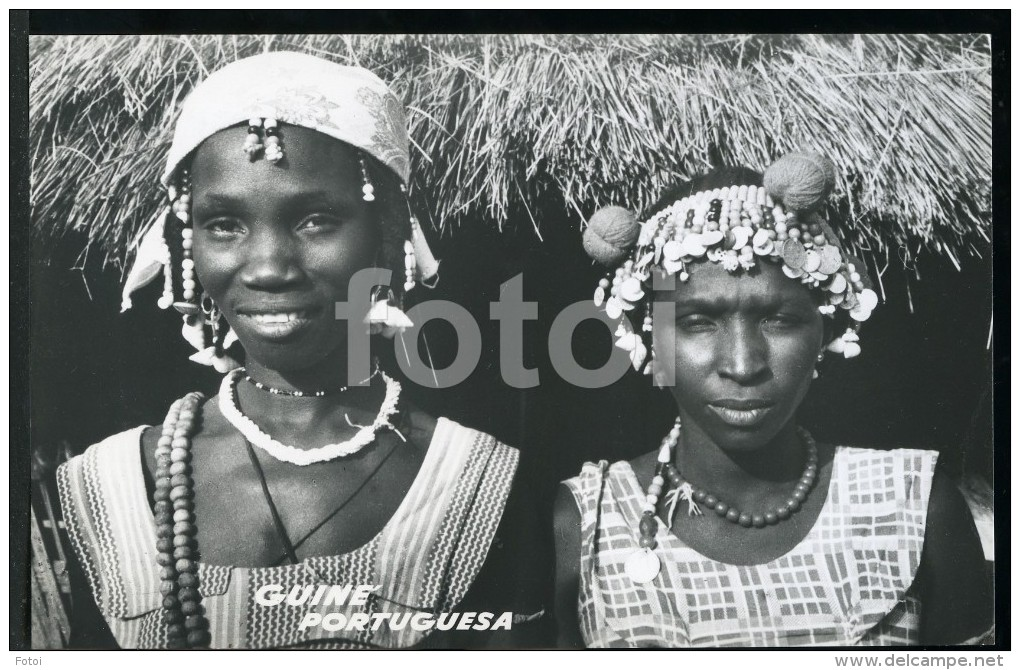
Femmes Biafada couvertes d'ornements dans la ville de Fulacunda, Guinée Bissau (années 60). Photo de AB Geraldo

## Culture
Une cérémonie célèbre chaque enfant qui se prépare à entrer dans la puberté. Une caractéristique de ces cérémonies est la pratique de la circoncision. Généralement, cela s'applique aux hommes, mais parfois aussi aux femmes.
Dans les familles plus conservatrices, il est interdit à une femme de tomber enceinte en dehors du mariage. Si cela se produit, la femme et l'homme sont soumis à de lourdes peines connues sous le nom de « di minjer justisa » (littéralement : « justice pour les femmes »). Cela a été interdit par la Guinée Bissau dans les années 1970. Cependant, en réalité, la polygamie est courante.
La majorité des Biafadas sont des musulmans sunnites. Cependant, certains sont catholiques ou animistes, et croient que les objets ont des esprits. Les Biafadas mélangent l'islam avec des rites animistes. Environ une douzaine de Biafadas sont protestants, la plupart résidant à Biafada. D'autres Biafadas sont catholiques dans la capitale.